# متلیوس (اورگن)
متلیوس (به انگلیسی: Metolius) شهری در شهرستان جفرسون ایالت اورگن است و در سرشماری سال ۲۰۱۱ میلادی، ۷۱۰ نفر جمعیت داشته که نسبت به سال ۲۰۱۰، ۰ درصد رشد جمعیت داشته‌است.